# Diestrammena latellai
Diestrammena latellai is een rechtvleugelig insect uit de familie grottensprinkhanen (Rhaphidophoridae). De wetenschappelijke naam van deze soort is voor het eerst geldig gepubliceerd in 2008 door Rampini & di Russo.